# Goasheer iranus
 (mai 2021).
Genre
Espèce
Synonymes
- Homolophus iranus Roewer, 1952

Goasheer iranus, unique représentant du genre Goasheer, est une espèce d'opilions eupnois de la famille des Sclerosomatidae.

## Distribution
Cette espèce est endémique d'Iran.

## Systématique et taxinomie
Cette espèce a été décrite sous le protonyme Homolophus iranus par Roewer en 1952. Elle est placée dans le genre Microliobunum par Cokendolpher en 1987 puis dans le genre Goasheer par Snegovaya, Cokendolpher et Mozaffarian en 2018.

## Étymologie
Son nom d'espèce lui a été donné en référence au lieu de sa découverte, l'Iran.

## Publications originales
- Roewer, 1952 : « Die Solfugen und Opilioniden der Österreichischen  Iran expedition 1949-1950. » Sitzungsberichte der Österreichischen Akademie der Wissenschaften, Mathematisch-Naturwissenschaftliche Klasse, Abteilung, vol. 161, no 7, p. 509-516.
- Snegovaya, Cokendolpher & Mozaffarian, 2018 : « The Opiliones of Iran with a description of a new genus and two new species. » The Journal of Arachnology, vol. 46, no 1, p. 69–80.